# Cipu
Cicipu ist eine platoide Sprache aus der Benue-Kongo-Sprachgruppe, welche von über 20.000 Menschen in Nordwest-Nigeria gesprochen wird.
Die Volksgruppe der Acipu spricht diese Sprache als Muttersprache. 
Wie die meisten Benue-Kongo-Sprachen hat das Cicipu ein komplexes Nominalklassensystem. Sie hat zudem eine ausgesprochen komplizierte Phonologie und grammatikalische Töne, einschließlich Vokalharmonie und Nasalierung.
Cicipu-Sprecher gehen zumeist dazu über, die Amtssprache Englisch als Muttersprache zu sprechen, da das englische politisch einen weitaus höheren Status genießt als einheimische nigerianische Sprachen. Viele, vor allem ältere Menschen, sprechen zudem auch die Verkehrssprache Hausa und weitere benachbarte Sprachen als Zweitsprache.

## Klassifikation
Cicipu ist Teil des Kambari-Clusters der West-Kainji-Untergruppe aus der Sprachfamilie der Niger-Kongo-Sprachen.
Die neueste Klassifikation hat das Cicipu als Teil der Kamuku-Untergruppe der West-Kainji-Sprachen eingeordnet. Allerdings haben detailliertere Studien dies als unwahrscheinlich bezeichnet.

## Alternative Namen
Das Cicipu ist in Nigeria unter der Sprache West-Acipa bekannt. Allerdings ist der Name West-Acipa nicht mehr außerhalb des Ethnologue verwendet, und ein Request wurde gemacht, um den Eintrag zu ändern. In der Sprache Haussa wird die Sprache als Acipanci bezeichnet.

## Geografische Verbreitung
Cicipu wird in Nigeria von etwa 20.000 Einwohnern gesprochen, gespalten zwischen den Lokalen Government-Arealen Sakaba, Kebbi, und Kontagora, Niger.

### Dialekte
Die Acipu anerkennen sieben verschiedene Varietäten des Cicipu. Die Dialektnamen leuten wie folgt (mit den korrespondierenden Haussa-Bezeichnungen in Klammern):
- Tirisino (Karischen)
- Tidipo (Kadonho)
- Tizoriyo (Mazarko)
- Tidodimo (Kadedan)
- Tikula (Maburya)
- Ticuhun (Kakihum)
- Tikumbasi (Kumbaschi)